# Ansats (matematik)
|  | Wiktionary har en ordboksartikel om ansats. |

Inom matematiken och fysiken är en ansats ett första antagande som senare bekräftats med dess resultat. Det förekommer vanligt inom lösningsmetoder för differentialekvationer, då man med en lyckad ansättning kan få en lösning som gör det enklare att hitta en allmän lösning.